# Theodore Kaczynski
, detto Ted e noto con il soprannome di Unabomber (Chicago, 22 maggio 1942 – Butner, 10 giugno 2023), è stato un terrorista e anarchico statunitense, condannato all'ergastolo per aver inviato pacchi postali esplosivi a numerose persone in un periodo di quasi diciott'anni, provocando 3 morti e 23 feriti.
Considerato un genio della matematica, abbandonò la sua carriera accademica per seguire uno stile di vita primitivo, da lui esaltato in alcuni scritti, il principale dei quali è La società industriale e il suo futuro. Giustificò le sue azioni come tentativi di combattere contro quelli da lui considerati i pericoli del progresso tecnologico. Prima di identificarlo, l'FBI utilizzava il nome in codice UNABOM (da UNiversity and Airline BOMber); i mass media cominciarono a diffondere varianti del nome, tra cui Unabomber.
Presso l'Università del Michigan la cosiddetta Labadie Collection ha raccolto la corrispondenza intercorsa tra Kaczynski ed altre 400 persone dal momento del suo arresto, avvenuto nell'aprile del 1996. Sono disponibili anche alcune delle sue risposte, documenti legali, articoli e pubblicazioni, ma i nomi dei corrispondenti rimarranno segreti fino al 2049.

## Biografia

### Origini e formazione

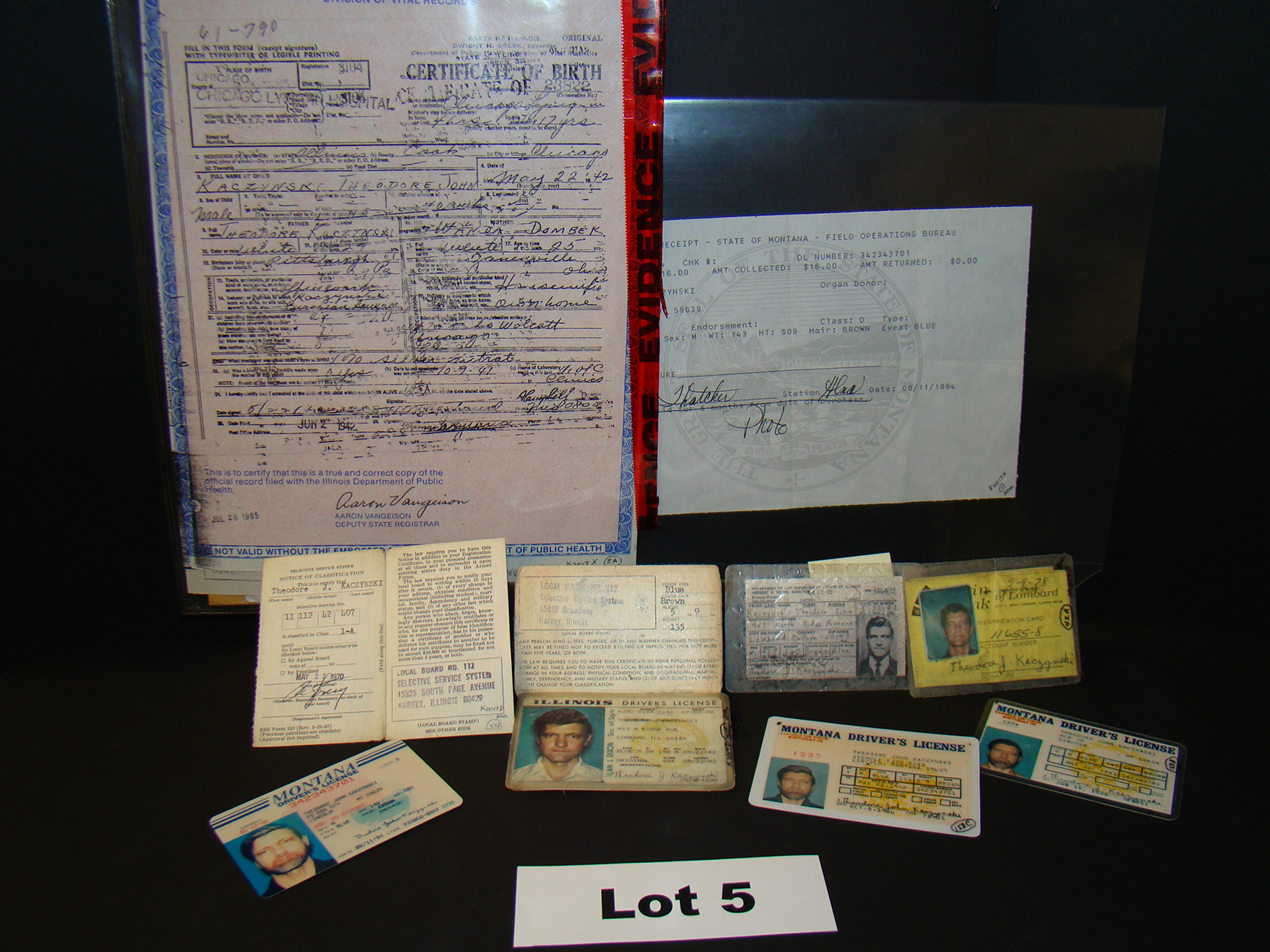
Il certificato di nascita di Kaczynski e molte delle sue patenti di guida

Kaczynski nacque il 22 maggio 1942 a Chicago, Illinois, da Theodore Richard Kaczynski e Wanda Dombek, entrambi figli di immigrati polacchi. Dai 6 ai 10 anni, Kaczynski frequenta la Sherman Elementary School a Chicago. Dai 10 ai 14 invece studia alla Evergreen Park Central. Un test che svolse all'età di 10-11 anni determinò che il suo quoziente intellettivo era di 165-170, e grazie a questo risultato gli venne permesso di saltare all'anno successivo. Kaczynski descrisse tutto questo come un evento chiave della sua vita, poiché non si trovava bene con i bambini più grandi ed era vittima di bullismo e veniva offeso. Da bambino, Kaczynski aveva paura delle persone e degli edifici, e non interagiva direttamente con gli altri bambini. Sua madre era così preoccupata dal suo comportamento che pensò di iscriverlo ad uno studio per bambini con la sindrome di Asperger, presieduto da Bruno Bettelheim.
Frequenta le scuole superiori all'Evergreen Park Community High School. Kaczynski si dimostra molto preparato, trovando il programma di matematica troppo semplice; fu successivamente spostato in una classe di matematica di livello più avanzato. Kaczynski impara presto, e salta l'undicesima classe. Con l'aiuto di un corso estivo per la lingua inglese termina il liceo con due anni di anticipo. Fu incoraggiato ad iscriversi ad Harvard e nel 1958 fu immatricolato, a soli 16 anni. Ad Harvard Kaczynski frequenta le lezioni tenute da Willard Quine, risultando il migliore del suo corso con una valutazione pari al 98,9%. Partecipa anche ad uno studio sulla personalità, durato diversi anni e tenuto dal Dr. Henry Murray.
Agli studenti dello studio di Murray, sponsorizzato dalla CIA e denominato MKULTRA, fu comunicato che avrebbero parlato di filosofia con un altro studente. Invece, furono forzati ad un esperimento sullo stress, che consisteva in un prolungato e stressante attacco psicologico tenuto da uno sconosciuto funzionario. Durante questo test, gli studenti erano immobilizzati su di una sedia e collegati ad elettrodi che monitoravano le loro reazioni fisiologiche a contatto con luci accecanti e ad uno specchio semitrasparente. Tutto era registrato, e le espressioni di impotente rabbia degli studenti venivano riproposte agli stessi diverse volte con il procedere dello studio. Secondo Chase, le registrazioni che riguardavano Kaczynski suggerivano che era emotivamente stabile in quel periodo. Gli avvocati difensori di Kaczynski attribuirono alcuni dei suoi problemi con la stabilità delle emozioni e con il controllo della sua mente alla sua partecipazione a questo studio.. La realtà di tale esperienza di tortura subita durante gli anni di università, che Kaczynski avrebbe raccontato al filosofo e giornalista Chase durante la sua detenzione, risulta alquanto improbabile: la CIA difficilmente avrebbe avuto bisogno di torturare studenti di una delle più importanti università americane per migliorare le tecniche di interrogatorio; oltre a ciò, sembrano non esistere altri riscontri al di fuori delle dichiarazioni di Kaczynski.

### La carriera universitaria

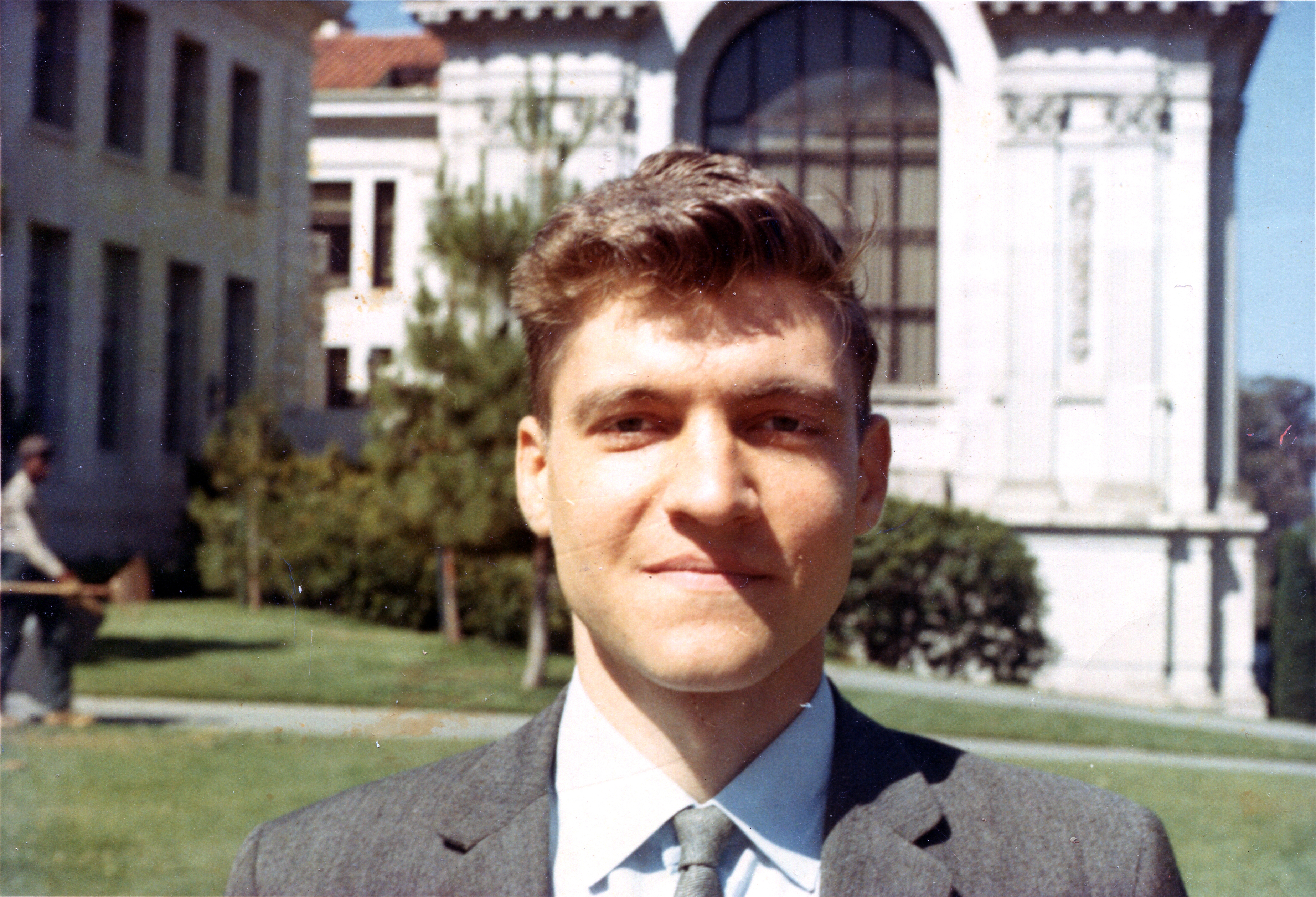
Un giovane Kaczynski quando era professore all'Università di Berkeley (1968)

Kaczynski si laureò a Harvard nel 1962 e successivamente frequentò l'Università del Michigan, dove ottenne un master e il Ph.D. in matematica. La specialità di Kaczynski era una branca dell'analisi complessa conosciuta come teoria geometrica delle funzioni. Ottenne il suo dottorato con una tesi dal titolo "Funzioni al bordo", risolvendo, in meno di un anno, un problema di matematica irrisolto di uno dei suoi professori, George Piranian, che più avanti disse "Non è abbastanza dire che fosse intelligente". Maxwell Reade, un ex professore di matematica presente alla discussione della tesi di Kaczynski, commentò la sua tesi dicendo "Credo che forse 10 o 12 persone nel Paese la capirebbero e la potrebbero apprezzare". Nel 1967 Kaczynski vinse il premio Sumner B. Myers, di 100 dollari, che riconobbe la sua tesi come la migliore di quell'anno in matematica. Da laureato alla Michigan, tenne un corso alla National Science Foundation e insegnò per tre anni. Pubblicò anche due articoli relativi alla sua tesi su pubblicazioni di matematica e altri quattro una volta lasciata la Michigan.
Kaczynski divenne assistant professor di matematica a Berkeley nel 1967. Questo impiego durò molto poco; Kaczynski si dimise dall'incarico senza spiegazioni nel 1969, a 26 anni. Il presidente del dipartimento di matematica, J. W. Addison, definì le dimissioni "improvvise ed inaspettate", mentre il suo vice Calvin Moore disse che, date le "notevoli" tesi e pubblicazioni, Kaczynski "avrebbe oggi potuto essere uno dei membri della facoltà".
Nell'estate del 1969 Kaczynski si trasferì nella piccola casa dei genitori a Lombard. Due anni dopo, si trasferì in una baracca con una sola stanza di circa 11 mq e due piccole finestre a Lincoln, in Montana, dove viveva in modo essenziale con pochi soldi, senza elettricità ed acqua corrente, nutrendosi tramite la caccia. Kaczynski lavorava occasionalmente e riceveva supporto economico dalla sua famiglia che acquistò il terreno e, inconsapevolmente, finanziava i suoi attentati. Nel 1978 lavorò per un breve periodo con suo padre e suo fratello in una fabbrica.

### Le indagini e l'arresto

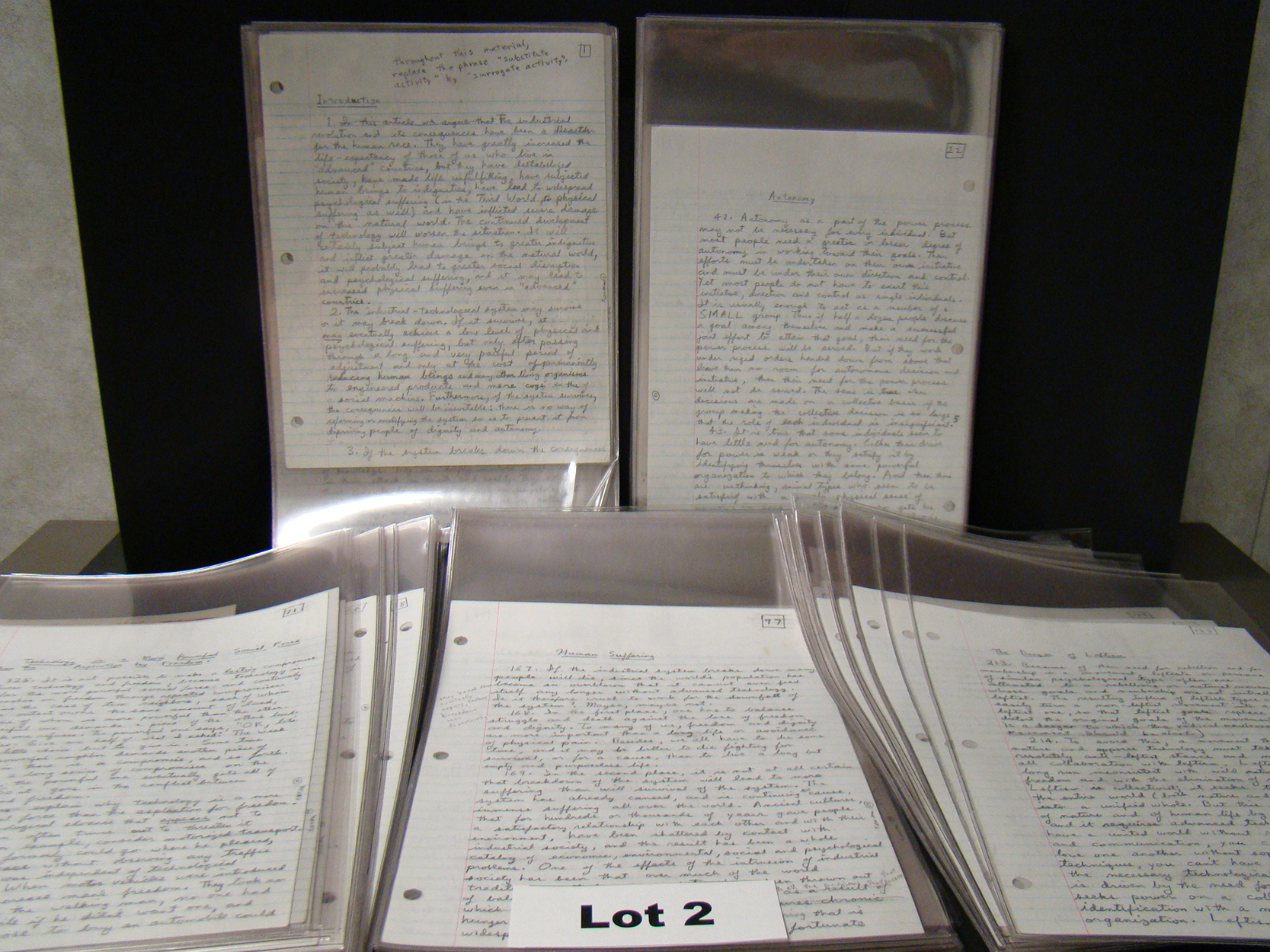
Una bozza scritta a mano della "società industriale e del suo futuro"

Nel 1995, Kaczynski inviò diverse lettere ai media delineando i suoi obiettivi e richiedendo che un importante quotidiano pubblicasse integralmente il suo saggio di 35.000 parole dal titolo La Società Industriale e il Suo Futuro (chiamato "Manifesto di Unabomber" dall'FBI). Dichiarò che avrebbe smesso di compiere atti terroristici qualora la richiesta fosse stata accettata.
Prima della diffusione del "Manifesto", il fratello di Theodore Kaczynski, David Kaczynski, era stato spinto da sua moglie a sospettare che suo fratello fosse Unabomber. David era inizialmente riluttante, ma a poco a poco iniziò a prendere più sul serio questa possibilità dopo aver letto il manifesto una settimana dopo la sua pubblicazione, nel settembre 1995. David cercò tra i vecchi documenti di famiglia e trovò lettere risalenti agli anni settanta, scritte dal fratello e inviate a vari quotidiani, che contenevano proteste contro gli abusi della tecnologia e che contenevano espressioni simili a quelle usate nel manifesto di Unabomber. Prima della pubblicazione de La Società Industriale ed il Suo Futuro, l'FBI, che aveva già creato un apposito gruppo per lo studio della personalità del terrorista attraverso i suoi scritti, tenne numerose conferenze stampa per richiedere l'aiuto del pubblico per l'identificazione di Unabomber. Erano convinti che l'attentatore risiedesse nell'area di Chicago (dove aveva iniziato i suoi attacchi), avesse lavorato o avesse una qualche connessione con Salt Lake City, e negli anni novanta fu anche messo in relazione con l'area della baia di San Francisco. Queste informazioni geografiche, così come le parole simili a quelle contenute del manifesto prima che esso fosse stato pubblicato, furono ciò che persuase la moglie di David Kaczynski, Linda, a chiedere a suo marito di leggere il manifesto.
Dopo la pubblicazione del manifesto, l'FBI ricevette più di mille telefonate al giorno per mesi per l'offerta di un milione di dollari riservata a chi avesse fornito informazioni relative all'identità di Unambomber. C'era anche un gran numero di lettere spedite alla UNABOM Task Force i cui autori affermavano di essere Unabomber. Mentre l'FBI era occupata con altre piste, David Kaczynski assunse l'investigatrice privata Susan Swanson di Chicago per investigare discretamente sulle attività del fratello Ted. I fratelli Kaczynski si erano separati nel 1990, e David non vedeva Ted da dieci anni. David successivamente assunse il funzionario Tony Bisceglie, di Washington, per organizzare le prove raccolte da Swanson e contattare l'FBI, data la difficoltà nel catturare l'attenzione dell'FBI stessa durante l'indagine. Voleva proteggere il fratello dalla possibilità di un'incursione da parte dell'FBI, come l'assedio di Waco o l'assedio di Ruby Ridge, dato che sapeva che l'essere contattato dall'FBI non sarebbe stato gradito da suo fratello, che avrebbe reagito irrazionalmente e con violenza.

All'inizio del 1996 l'ex negoziatore dell'FBI Clinton R. Van Zandt fu contattato da Tony Bisceglie. Bisceglie chiese a Van Zandt di confrontare il manifesto con le lettere che David aveva ricevuto da suo fratello. L'analisi effettuata da Van Zandt determinò che c'era una possibilità del 50% che la persona che aveva scritto le lettere fosse la stessa che aveva redatto il manifesto, allora in circolo da circa sei mesi. Si raccomandò inoltre che il cliente di Bisceglie, ossia David Kaczynski, si mettesse in contatto con l'FBI. Nel febbraio 1996 Bisceglie consegnò all'FBI una copia del saggio scritto nel 1971 da Ted Kaczynski. Alla base della UNABOM Task Force a San Francisco, l'Agente Supervisore Joel Moss riconobbe immediatamente le somiglianze tra il manifesto ed il saggio. David tentò di rimanere anonimo, ma fu identificato comunque, ed entro pochi giorni una squadra dell'FBI fu inviata ad intervistare David e sua moglie insieme a Bisceglie a Washington. In questo incontro e durante i seguenti, David procurò le lettere scritte da suo fratello nei loro involucri originali, così il timbro della data sul francobollo permise una miglior ricostruzione della cronologia delle attività di Ted Kaczynski da parte della Task Force. David sviluppò una relazione di rispetto con l'analista comportamentale della Task Force Kathleen M. Puckett, che aveva incontrato diverse volte a Washington, in Texas, a Chicago e a Schenectady nei due mesi prima del mandato federale per la ricerca della baracca di Theodore Kaczynski.

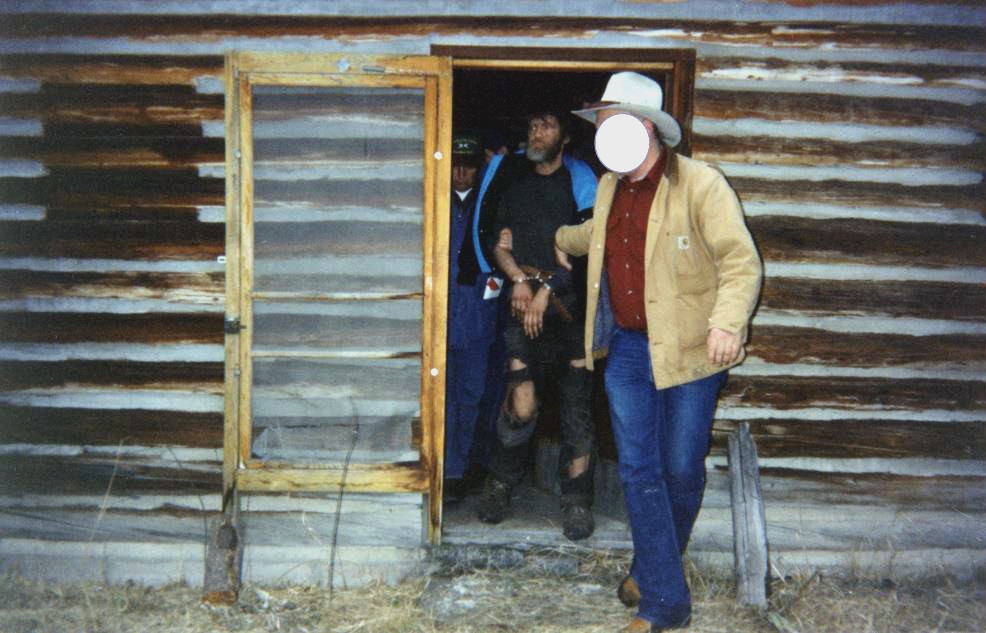
L'arresto di Kaczynski

Theodore Kaczynski fu arrestato il 3 aprile 1996 nella sua baracca isolata fuori Lincoln, nel Montana. Fu trovato in uno stato molto trascurato. Tra le prove trovate nella baracca vi erano una bomba e gli originali del manifesto. Unabomber è stato l'obiettivo di una delle indagini più onerose nella storia dell'FBI.
I paragrafi 204 e 205 dell'Affidavit dell'FBI su Kaczynski dicevano che gli "esperti" – molti di loro professori interpellati dall'FBI – credevano che il manifesto fosse stato scritto da "un'altra persona, non Theodore Kaczynski". Come scritto nell'Affidavit, solo poche persone credevano che Kaczynski fosse Unabomber prima del ritrovamento di svariate prove nella baracca di Kaczynski. Il rapporto dell'FBI redatto dall'ispettore Terry D. Turchie riflette questo conflitto, e ci sono prove evidenti dell'opposizione a Turchie e agli agenti che lo sostenevano, tra cui Moss e Puckett – convinti che Theodore Kaczynski fosse Unabomber – da parte dell'UNABOM Task Force e dell'FBI in generale:
205. Numerose altre opinioni degli esperti hanno fornito ipotesi sull'identità del soggetto denominato unabomb. Nessuna di queste includeva il nome di Theodore Kaczynski come possibile autore.»
David aveva ammirato ed emulato suo fratello maggiore, ma successivamente aveva deciso di abbandonare lo stile di vita essenziale in cui vivevano. Aveva ricevuto garanzie di anonimità dall'FBI e che suo fratello non avrebbe saputo del suo voltafaccia, ma la sua identità trapelò da CBS News nei primi giorni di aprile del 1996. Il presentatore della CBS Dan Rather chiamò il capo della FBI Louis Freeh, che richiese che 24 ore prima la CBS trasmettesse la storia al notiziario della sera. L'FBI si affrettò per ottenere il mandato e per farlo rendere valido da un giudice federale del Montana; successivamente, un'indagine interna fu svolta dall'FBI, ma la causa della fuga di notizie non fu mai scoperta. David donò i soldi della ricompensa alle famiglie delle vittime di suo fratello.
Nel gennaio 1995 Milt Jones, uno studente d'inglese della Brigham Young University che lavorava con il professor Dallin D. Oaks, notò che il romanzo del 1907 di Joseph Conrad L'agente segreto riportava una storia di attentati a professori. Dopo l'arresto di Kaczynski fu scoperto che, come il personaggio del libro chiamato "Il Professore", Kaczynski aveva abbandonato la vita da professore per vivere nella natura. Gli investigatori vennero poi a sapere che Kaczynski era cresciuto con una copia di questo libro in casa sua, e ammise durante gli interrogatori di averlo letto più di una dozzina di volte. Aveva inoltre utilizzato gli pseudonimi "Conrad" o "Konrad" durante i suoi viaggi per spedire i pacchi bomba.

### Il processo

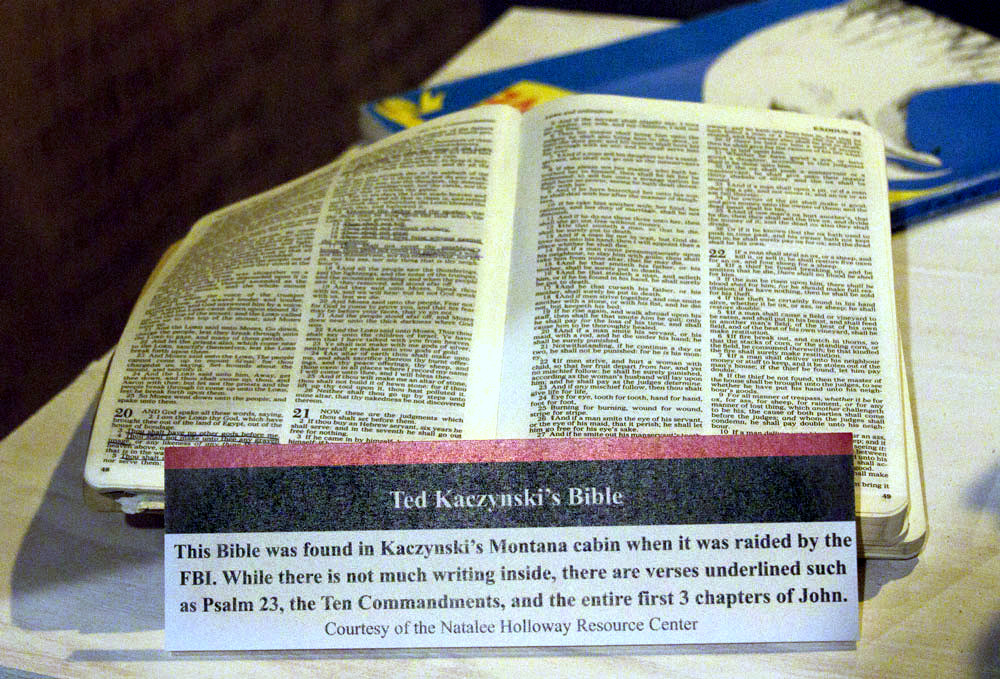
Bibbia appartenente a Kaczynski, trovata nella sua capanna

Gli avvocati di Kaczynski, capeggiati dall'avvocato difensore del Montana Michael Donahoe, cercarono di sostenere l'incapacità di intendere e di volere per salvare la vita di Kaczynski, ma lo stesso Unabomber rifiutò questa opzione. Uno psichiatra selezionato dalla corte diagnosticò una schizofrenia paranoide, e lo dichiarò idoneo ad essere processato. La famiglia di Kaczynski affermò che si sarebbe "chiuso" psicologicamente se messo sotto pressione.
Nell'aprile 1996 la corte federale imputò a Kaczynski 10 reati tra cui trasporto illegale, spedizione e uso di esplosivi. Fu anche accusato dell'omicidio di due persone in California e di una terza persona in New Jersey. Il 7 gennaio 1998, Kaczynski tentò il suicidio impiccandosi. Inizialmente, i pubblici ministeri governativi dissero che avrebbero chiesto la pena di morte per Kaczynski una volta autorizzati dal procuratore generale Janet Reno. Il collaboratore di David Kaczynski chiese all'ex agente FBI chi avesse ricondotto il manifesto di Unabomber a Kaczynski per richiedere una riduzione della pena. Successivamente, Kaczynski evitò la pena di morte dichiarandosi colpevole di tutti i reati imputatigli il 22 gennaio 1998. Più tardi, Kaczynski tentò di ritrattare la sua dichiarazione di colpevolezza, sostenendo che fosse stata involontaria. Il giudice Garland Burrell respinse tale richiesta.
Durante la ricerca di Unabomber si era delineato un profilo dell'attentatore molto diverso da quello del vero responsabile. Il manifesto di Unabomber usava frequentemente termini al plurale, e ad un certo punto, nel 1993, individuarono un sospetto dal nome "Nathan", a causa di un frammento di un appunto ritrovato in una delle bombe. Comunque, quando il caso venne reso pubblico, le autorità negarono che ci fossero altri sospetti o altre persone coinvolte nei crimini oltre a Kaczynski.
Il 10 agosto 2006 il giudice Garland Burrell Jr. stabilì che gli effetti personali prelevati nel 1996 dalla baracca di Unabomber fossero venduti a "un'asta ragionevolmente fissata su Internet." Oggetti che il governo considerava essere materiali utilizzati per la costruzione degli ordigni, come schemi scritti per assemblare le bombe e altri, furono esclusi dall'asta. Tra gli oggetti posseduti da Kaczynski da mettere all'asta vi erano i suoi scritti originali, giornali, corrispondenza e altri documenti ritrovati nella baracca. Il giudice inoltre stabilì che tutti i riferimenti alle vittime inclusi in quei documenti dovessero essere rimossi prima della vendita. Kaczynski si oppose a tali modifiche sulle basi del Primo emendamento, sostenendo che ogni modifica al suo testo minasse la sua libertà di espressione.

### La detenzione

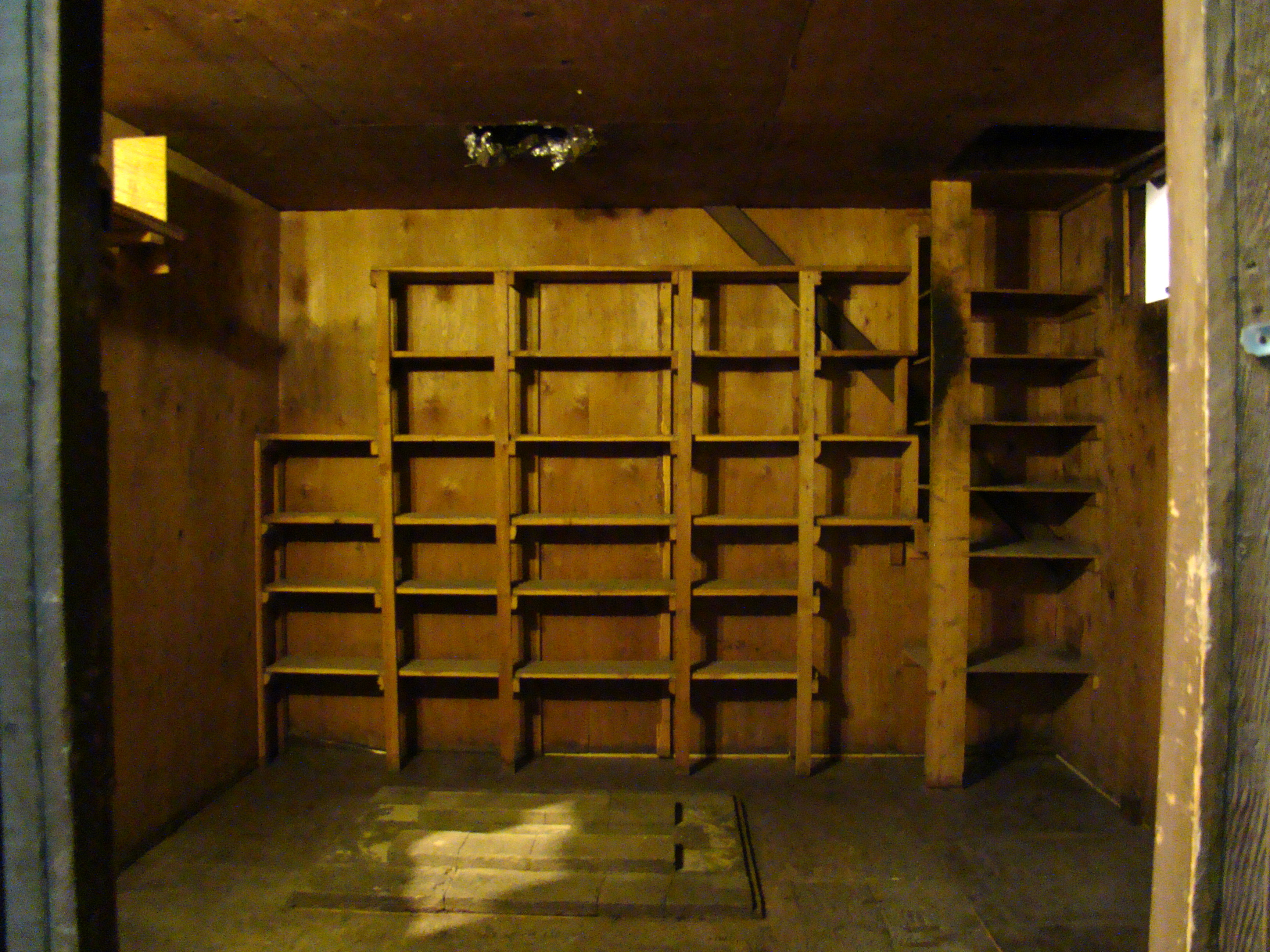
La baracca di Kaczynski al Newseum a Washington, D.C.

Kaczynski stava scontando l'ergastolo senza possibilità di appello; il suo numero di identificazione era 04475–046 ed era detenuto nel carcere ADX Florence, a Florence nel Colorado. In prigione è stato un prolifico scrittore; scrisse una lettera in cui criticò una recensione di un libro scritta da István Deák; la lettera fu poi pubblicata sul New York Review of Books. Non ha mai risposto alle lettere che la sua famiglia gli ha scritto ogni mese.
In una lettera con data 7 ottobre 2005, Kaczynski offrì di donare due libri molto rari alla Biblioteca degli Studi Africani Melville J. Herskovits della Northwestern University a Evanston, Illinois, il luogo dei primi due attentati. Il destinatario, David Easterbrook, mise la lettera negli archivi dell'università. La Northwestern rifiutò poi l'offerta, specificando che la biblioteca conteneva già copie dei volumi e non desiderava averne altre.
La baracca di Kaczynski fu rimossa dal luogo in cui si trovava e riposta in un magazzino in una località non precisata. Era in programma la sua distruzione, ma fu poi donata a Scharlette Holdman, un membro della difesa di Kaczynski al processo. È adesso esposta al Newseum a Washington. In una lettera scritta a mano della lunghezza di tre pagine alla Corte d'Appello degli Stati Uniti, Kaczynski si oppose all'esposizione della baracca, sostenendo che violava la volontà delle vittime di essere pubblicamente associate al caso UNABOM. Kaczynski ha inoltre fatto ricorso alla Corte Federale della California per la messa all'asta dei suoi manoscritti e della sua corrispondenza. Il 10 gennaio 2009, comunque, la corte ha respinto le richieste di Kaczynski secondo le quali la vendita dei suoi scritti da parte del governo violasse la sua libertà di espressione. Le sue opere saranno quindi vendute online e i guadagni saranno poi inviati a diverse sue vittime.

### Morte
Kaczynski è morto la notte tra il 9 giugno e il 10 giugno 2023 a causa di suicidio, impiccandosi con una stringa da scarpa a una sbarra di sostegno per la deambulazione, nella sua cella del carcere federale di Butner in Carolina del Nord.

## Attività

### Gli attentati

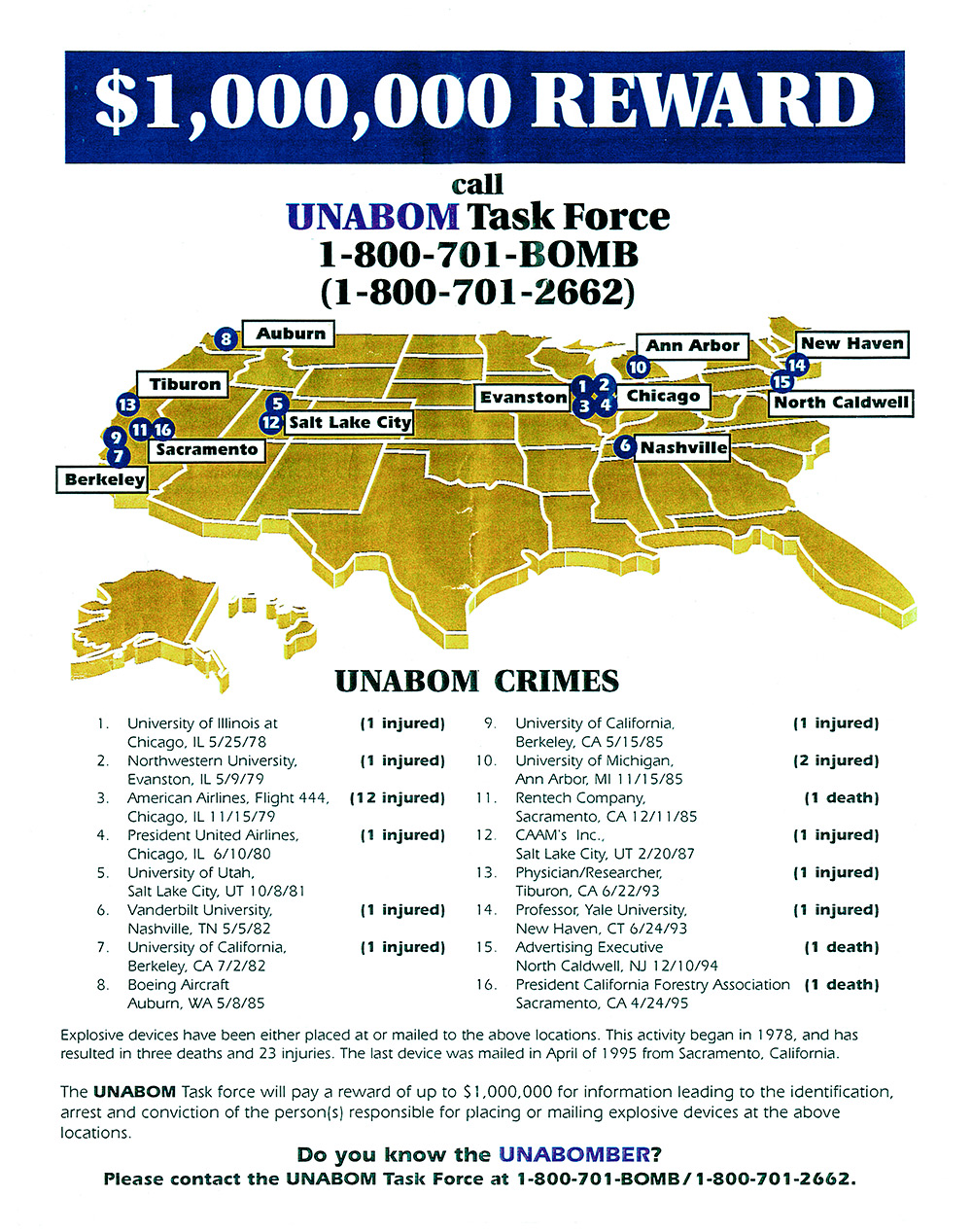
Poster dell'FBI che offre una ricompensa di 1 milione di dollari per le informazioni che portano alla cattura di Unabomber

La prima bomba fu spedita per posta verso la fine del maggio 1978 al professor Buckley Crist della Northwestern University. Il pacco fu trovato in un parcheggio della University of Illinois a Chicago, con l'indirizzo di Crist come mittente. Il pacco venne "rimandato" a Crist, ma quando egli lo ricevette notò che quella non era la sua grafia. Insospettitosi, Crist contattò Terry Marker, un agente di polizia. Quando giunse al campus, Marker aprì il pacco, che esplose. Riportò delle ferite lievi, perché la bomba era stata preparata in modo rudimentale. L'ordigno, un tubo bomba, era stato fabbricato con piccoli pezzi di metallo che sarebbero provenuti da un'officina domestica. Il componente principale era un pezzo di un tubo di metallo, di circa 25 mm di diametro lungo 23 cm. L'ordigno conteneva polvere da sparo, e il tubo era sigillato da pezzi di legno.
La maggior parte delle bombe costruite in quel modo è solitamente chiusa da pezzi di metallo facilmente acquistabili in un qualsiasi ferramenta. I pezzi di legno non hanno abbastanza resistenza per contenere una forte pressione all'interno del tubo: questo fu causa della scarsa efficacia dell'ordigno. Il rudimentale detonatore consisteva in un chiodo messo in tensione con bande elastiche che avrebbero dovuto poi incendiare sei micce facendo quindi esplodere la polvere da sparo. Quando il detonatore colpì le micce solo tre di esse presero fuoco. Una tecnica più efficace, in effetti utilizzata successivamente dallo stesso Kaczynski, sarebbe stata quella di usare batterie e cavi elettrici.
L'attentato iniziale fu seguito da bombe inviate a comandanti aerei e nel 1979 una bomba fu piazzata nella stiva del volo 444 della American Airlines, un Boeing 727 Chicago-Washington D.C. L'ordigno iniziò a emettere fumo costringendo il pilota ad un atterraggio di emergenza. Molti passeggeri inalarono il fumo. Solo un timer difettoso impedì alla bomba di esplodere. Le autorità successivamente dichiararono che possedeva abbastanza potenza da distruggere l'aereo.
Dato che il piazzare bombe sugli aerei è un crimine federale negli Stati Uniti, l'FBI venne coinvolta nel caso e creò il nome in codice UNABOM (UNiversity and Airline BOMber). Soprannominò anche lo sconosciuto attentatore "Junkyard Bomber" (dinamitardo della discarica) a causa del materiale scadente con cui erano costruite le bombe. Nel 1980 l'agente John E. Douglas che lavorava nell'unità analisi comportamentale dell'FBI elaborò un profilo psicologico del criminale, che descrisse come un uomo con intelligenza superiore alla media con connessioni all'ambiente accademico. Questo profilo fu poi rielaborato, definendo l'attentatore un appartenente al Neo-Luddismo con laurea in scienza dei materiali, ma questo profilo venne abbandonato nel 1993 in favore di un'altra teoria degli analisti dell'FBI concentrata sulle effettive prove ritrovate sugli ordigni. In questo profilo alternativo, il sospetto venne delineato come un meccanico. Un numero di telefono speciale (1-800-701-BOMB) fu organizzato dalla UNABOM Task Force per ricevere ogni chiamata relativa all'indagine, con una ricompensa da un milione di dollari per chiunque fornisse informazioni determinanti per la cattura di Unabomber.

### Le vittime

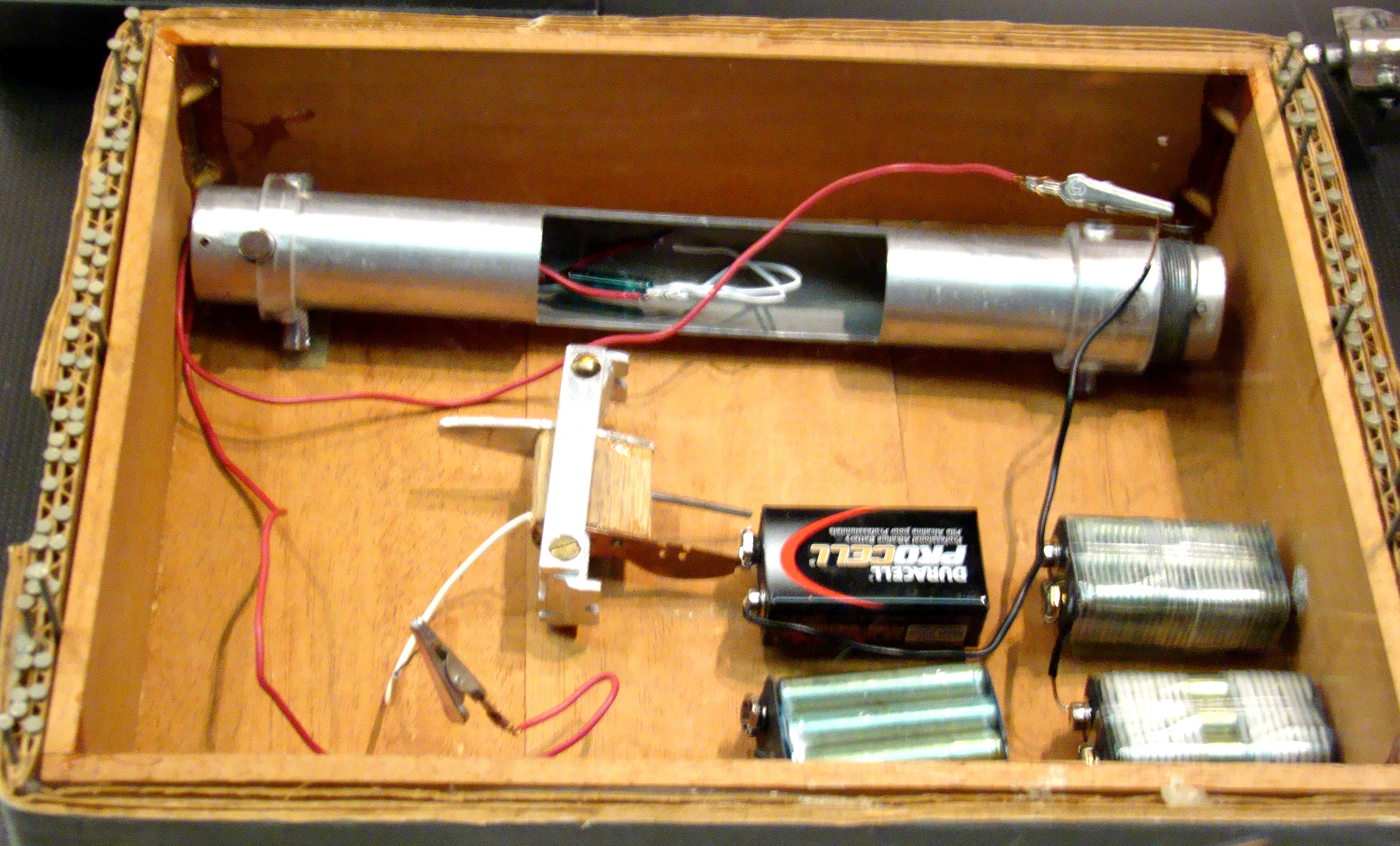
Una riproduzione fatta dall'FBI di una delle bombe create da Unabomber in esposizione al Newseum a Washington, D.C.

Il primo ferimento di seria entità avvenne il 15 maggio 1985, quando John Hauser, uno studente laureato e capitano dell'USAF, perse quattro dita e la vista ad un occhio. Le bombe erano tutte fatte a mano e presentavano diversi elementi in legno. All'interno degli ordigni alcune parti recavano la scritta "FC". In un certo momento si credeva che questa sigla significasse "Fuck Computers", ma più tardi l'attentatore dichiarò che significava "Freedom Club" (Club della Libertà). Il trentottenne Hugh Scrutton, proprietario di un negozio d'informatica in California, fu ucciso da una bomba che si trovava nel suo parcheggio nel 1985. Un attacco simile ad un negozio di computer avvenne a Salt Lake City, Utah, il 20 febbraio 1987, ferendo Gary Wright, che sarebbe in seguito diventato amico del fratello di Kaczynski.
Dopo una pausa durata sei anni, Kaczynski colpì di nuovo nel 1993 spedendo un pacco bomba a David Gelernter, un professore di informatica di Yale. Nonostante fosse stato ferito gravemente, si riprese in seguito. Negli stessi giorni un'altra bomba fu spedita allo scienziato Charles Epstein della Università della California, San Francisco, che perse diverse dita una volta aperto il pacco. Kaczynski chiamò in seguito il fratello di Gelernter, Joel Gelernter, minacciandolo con le parole "[y]ou are next" (tu sei il prossimo). Lo scienziato Phillip Sharp del Massachusetts Institute of Technology ricevette un'analoga lettera minatoria due anni più tardi. Kaczynski scrisse una lettera al The New York Times dichiarando che il suo "gruppo", denominato FC, era responsabile degli attacchi.
Nel 1994 Thomas J. Mosser, che lavorava per la Burson-Marsteller, fu ucciso da un pacco bomba spedito alla sua casa di North Caldwell, New Jersey. In un'altra lettera indirizzata al The New York Times Kaczynski dichiarò che l'FC "ha fatto saltare in aria Thomas Mosser perché […] la Burston-Marsteller (sic) ha aiutato la Exxon a ripulire la sua immagine dopo il disastro della Exxon Valdez" e, soprattutto, perché "il loro campo è lo sviluppo di tecniche per manipolare i comportamenti delle persone". Tutto questo fu seguito, nel 1995, dall'assassinio di Gilbert Murray, presidente della California Forestry Association, con un pacco indirizzato all'ex presidente William Dennison, che era andato in pensione.
In tutto, 16 ordigni – che ferirono 23 persone e ne uccisero tre – furono attribuiti a Kaczynski. Mentre i tipi di ordigno variarono molto nel corso degli anni, tutti tranne i primi contenevano la sigla "FC". Le impronte digitali ritrovate sulle bombe non corrispondevano a volte con quelle delle lettere attribuite a Kaczynski. Come scritto nell'Affidavit dell'FBI:
Una delle tattiche utilizzate da Kaczynski era lasciare falsi indizi in ogni bomba. Li rendeva poi difficili da trovare, così da far credere agl'investigatori di avere un indizio. Il primo fu un pezzo di metallo con inciso "FC" nascosto in ogni ordigno. Un altro dei falsi indizi era un foglietto inserito in una bomba, che poi non esplose, che diceva "Wu - Funziona! Ti avevo detto che avrebbe funzionato - RV". Un indizio più ovvio erano i francobolli da 1 dollaro con Eugene O'Neill che usava per spedire i suoi pacchi. Una delle sue bombe era nascosta in una copia del romanzo di Sloan Wilson, Ice Brothers.

## Il pensiero
Di seguito alla diffusione del "Manifesto", Kaczynski ne chiese la pubblicazione su importanti giornali e riviste, dichiarando che a seguito di ciò avrebbe posto fine ai suoi attacchi terroristici. Ci furono grandi controversie sull'opportunità di cedere al ricatto. Un'altra lettera contenente minacce di altri attentati fu inviata e il Dipartimento della giustizia degli Stati Uniti ne raccomandò la pubblicazione al fine di evitare ulteriori minacce alla sicurezza. Il manifesto fu quindi pubblicato dal The New York Times e dal The Washington Post il 19 settembre 1995, con la speranza che qualcuno potesse riconoscere il tipo di scrittura. Prima della decisione del The New York Times di pubblicare il manifesto, Bob Guccione, direttore di Penthouse, si era offerto di pubblicarlo, ma Kaczynski replicò che, dal momento che Penthouse era meno "rispettabile" di altre pubblicazioni, si sarebbe "riservato il diritto di piazzare una (ed una soltanto) bomba con l'intenzione di uccidere, dopo la pubblicazione del nostro manoscritto".
Lungo tutto il manoscritto - redatto con una macchina da scrivere - Kaczynski scrisse in maiuscolo diverse parole al fine di evidenziarne il significato. Si riferì a se stesso come "noi" o "FC" (Freedom Club), nonostante sembrasse aver agito da solo. È stato anche evidenziato che la scrittura di Kaczynski, nonostante alcune parole composte non esistenti, è virtualmente priva di errori di grammatica o di ortografia, a dispetto dell'uso di una macchina da scrivere senza strumenti di correzione di nessun genere.
La Società Industriale ed il Suo Futuro si apre con l'affermazione di Kaczynski che "la rivoluzione industriale e le sue conseguenze sono state disastrose per la razza umana." I primi paragrafi del testo sono dedicati all'analisi psicologica di diversi gruppi - principalmente persone di sinistra e scienziati - e alle conseguenze psicologiche per l'individuo nella vita vissuta all'interno del "sistema industrial-tecnologico". I paragrafi successivi sono dedicati alla futura evoluzione di tale sistema, sostenendo che avrebbe inevitabilmente portato alla fine della libertà umana, con un incitamento alla "rivoluzione contro la tecnologia" e un tentativo d'indicare come ciò dovesse essere compiuto.

### Analisi psicologica
Nei paragrafi di apertura e di chiusura Kaczynski definisce la sinistra un movimento e analizza la psicologia delle persone di tale schieramento, sostenendo che essi sono "veri credenti - come lo intendeva Eric Hoffer - che partecipano ad un potente movimento sociale per compensare la propria mancanza di potere personale". Successivamente sostiene che la sinistra è guidata da una particolare minoranza che chiama "sovrasocializzati":
Continua poi a spiegare come la natura della sinistra sia determinata dalle conseguenze psicologiche di questa "sovrasocializzazione". Kaczynski "attribuisce i problemi sociali e psicologici della società moderna al fatto che la società richiede alle persone di vivere in condizioni radicalmente differenti da quelle in cui la razza umana si è evoluta e di comportarsi in modi che sono in contrasto con il tipo di comportamenti che la razza umana ha sviluppato vivendo in queste primordiali condizioni." Successivamente identifica la causa primaria di una lunga lista di problemi sociali e psicologici della società moderna nella esasperazione del "processo del potere", a cui attribuisce quattro elementi:
Kaczynski continua ad affermare "nella moderna società industriale gli obiettivi umani tendono ad essere spinti verso il primo o il terzo tipo e il secondo tipo consiste sempre di più di obiettivi artificialmente creati." Tra questi vi sono le "attività surrogate", attività "dirette verso un obiettivo artificiale che le persone si prefiggono con il puro scopo di avere un obiettivo da raggiungere o, lasciateci dire, puramente per quella "soddisfazione" che ricavano dall'inseguire un obiettivo.". Sostiene poi che la ricerca scientifica è l'attività surrogata degli scienziati e per questa ragione "la scienza procede ciecamente, senza avvedersi della reale situazione della razza umana o di ogni altra cosa, obbediente soltanto ai bisogni psicologici degli scienziati e dei funzionari del governo e alle società che procurano i fondi per la ricerca."

### Analisi storica

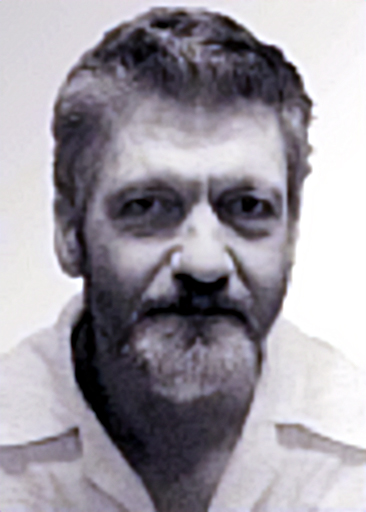
Kaczynski in prigione

Negli ultimi paragrafi del Manifesto, Kaczynski definisce con attenzione ciò che lui definisce libertà e spiega che "sarà difficile oltre ogni immaginazione […] riformare il sistema industriale in modo tale da impedirgli di ridurre progressivamente la nostra sfera di libertà". Afferma anche che "nonostante tutti i suoi miglioramenti a livello tecnico riguardo al comportamento umano il sistema non ha attualmente raggiunto un successo significativo nel controllare gli esseri umani" e prevede che "se il sistema riesce ad acquisire controllo sufficiente sul comportamento umano abbastanza in fretta, probabilmente sopravviverà. In caso contrario, collasserà" e che "la questione sarà probabilmente risolta entro i prossimi decenni, diciamo fra 40-100 anni." Fornisce varie possibilità distopiche per il tipo di società che si evolverebbe nel caso precedente. Sostiene che la rivoluzione, diversamente dalla riforma, è possibile e chiede ai lettori che condividono le sue idee d'iniziare tale rivoluzione utilizzando due strategie: "aumentare gli stress sociali all'interno del sistema in modo tale da aumentare le possibilità che esso collassi" e "sviluppare e diffondere un'ideologia che si opponga alla tecnologia". Fornisce inoltre varie raccomandazioni di natura strategica, compresi l'evitare di assumersi un qualsiasi potere politico, evitare ogni collaborazione con la sinistra e sostenere accordi di libero mercato con lo scopo di unificare l'economia mondiale in un tutt'uno più fragile.
Conclude il documento mettendo in evidenza come il suo manifesto abbia "rappresentato la sinistra nella sua forma moderna come un fenomeno particolare del nostro tempo e come un sintomo dell'erosione del processo del potere", ma che egli non è "in posizione tale da asserire con sicurezza che movimenti simili non siano esistiti prima della sinistra moderna" e afferma inoltre che "questa è una questione significativa alla quale gli storici dovrebbero rivolgere la loro attenzione."

### Opere correlate
Come critica della società tecnologica, il manifesto riprese critiche contemporanee alla tecnologia e all'industrializzazione, come quelle avanzate da John Zerzan, Herbert Marcuse, Fredy Perlman, Jacques Ellul (il cui libro La Società Tecnologica, a cui il manifesto sembra aver abbondantemente attinto, è stato citato nel saggio senza titolo di Kaczynski scritto nel 1971, insieme a L'Anno 2000 di Herman Kahn ed Anthony J. Wiener), Lewis Mumford, Neil Postman e Derrick Jensen. La sua idea di "erosione del processo del potere" riecheggiava critiche sociali che si concentravano sulla mancanza di lavoro significativo come una delle cause principali dei problemi sociali incluse quelle mosse da Mumford, Paul Goodman e Eric Hoffer (al quale Kaczynski si riferisce esplicitamente). Il tema conduttore fu anche citato da Aldous Huxley nel suo romanzo distopico Brave New World, al quale Kaczynski fa riferimento. Le idee della "sovrasocializzazione" e di "attività surrogate" richiamano Il disagio della civiltà di Freud e alle sue teorie di razionalizzazione e sublimazione (quest'ultimo termine appare tre volte nel manifesto, due volte contenuto in citazioni, per descrivere le attività surrogate).
In un articolo di Wired sui pericoli della tecnologia, intitolato "Perché il futuro non ha bisogno di noi," Bill Joy, cofondatore della Sun Microsystems, citò L'era delle macchine spirituali di Raymond Kurzweil, che a sua volta aveva citato un passaggio del manifesto di Kaczynski sui tipi di società che si potrebbero sviluppare se il lavoro umano fosse interamente sostituito da intelligenza artificiale. Joy scrisse che, nonostante le azioni di Kaczynski fossero "assassine, e, secondo il mio punto di vista, criminosamente folli, per quanto mi sia difficile riconoscerlo, ho visto della ragione in quel singolo passaggio. Mi sono sentito costretto a confrontarmi con esso."
Kevin Kelly, nel suo saggio sulla tecnologia Quello che vuole la tecnologia (2010), dedica un intero capitolo (intitolato Unabomber aveva ragione) all'analisi del suo manifesto, e sostiene che l'analisi di Unabomber sulla natura della tecnologia (che nel suo insieme Kelly descrive col termine technium) era molto vicina al suo punto di vista, in particolare quando considera la tecnologia come un sistema dinamico e olistico e quando afferma che «la tecnologia moderna è un sistema unificato in cui ogni elemento dipende da tutti gli altri. Non è possibile eliminare le parti “cattive” e conservare solo quelle “buone”».
Le conclusioni di Kelly sono però completamente diverse da quelle di Unabomber: infatti Kelly sostiene che «una chiara specificazione di ogni singolo aspetto negativo legato alla tecnologia ci permetterà di capire che la nostra adesione al technium è una scelta volontaria, e non una dipendenza né una stregoneria».

## Lista delle bombe
| Anno   | Data         | Luogo                                          | Vittime                                                   | Ferite riportate                                                                            |
| ------ | ------------ | ---------------------------------------------- | --------------------------------------------------------- | ------------------------------------------------------------------------------------------- |
| 1978   | 25-26 maggio | Northwestern University, Evanston, Illinois    | Terry Marker, ufficiale di polizia del campus             | Minori                                                                                      |
| 1979   | 9 maggio     | Northwestern University                        | John Harris, studente                                     | Lievi                                                                                       |
| 1979   | 15 novembre  | Chicago, Illinois                              | 12 passeggeri                                             | Inalazione di fumo                                                                          |
| 1980   | 10 giugno    | Lake Forest, Illinois                          | Percy Wood, Presidente dell'United Airlines               | Tagli e ustioni                                                                             |
| 1981   | 8 ottobre    | University of Utah, Salt Lake City, Utah       | Nessuno (bomba disinnescata)                              |                                                                                             |
| 1982   | 5 maggio     | Vanderbilt University, Nashville, Tennessee    | Janet Smith, segretaria                                   | Gravi ferite ad una mano                                                                    |
| 1982   | 2 luglio     | University of California, Berkeley, California | Diogenes Angelakos, professore                            | Faccia e mano destra                                                                        |
| 1985   | 15 maggio    | University of California, Berkeley             | John Hauser, studente                                     | Perdita parziale della vista all'occhio sinistro, perdita di quattro dita della mano destra |
| 1985   | 13 giugno    | Auburn, Washington                             | Nessuno (bomba disinnescata)                              |                                                                                             |
| 1985   | 15 novembre  | Ann Arbor, Michigan                            | James V. McConnell e Nicklaus Suino                       | McConnell: perdita dell'udito; solo ferite                                                  |
| 1985   | 11 dicembre  | Sacramento, California                         | Hugh Scrutton, proprietario di un negozio                 | Morte - prima vittima                                                                       |
| 1987   | 20 febbraio  | Salt Lake City, Utah                           | Gary Wright, proprietario di un negozio                   | Ferite                                                                                      |
| 1993   | 22 giugno    | Tiburon, California                            | Charles Epstein, scienziato dell'University of California | Ferite gravi                                                                                |
| 1993   | 24 giugno    | Yale University, New Haven, Connecticut        | David Gelernter, professore                               | Mano destra ed occhio destro                                                                |
| 1994   | 10 dicembre  | North Caldwell, New Jersey                     | Thomas J. Mosser, dirigente                               | Morte - seconda vittima                                                                     |
| 1995   | 24 aprile    | Sacramento, California                         | Gilbert P. Murray, lobbista                               | Morte - terza vittima                                                                       |
| Fonti: |              |                                                |                                                           |                                                                                             |

## Influenza culturale
- Nel 2017 esce sulla piattaforma di streaming Netflix, Manhunt: Unabomber, miniserie che narra il caso di Kaczynski da parte dell’FBI.
- In Italia il termine Unabomber è stato utilizzato dagli inquirenti e dalla stampa per identificare l'ignoto che ha compiuto una serie di attentati nel nord-est della penisola tra la fine degli anni 90 e l'inizio degli anni 2000, anche se le analogie tra l'Unabomber italiano e quello statunitense sono tenui.